# Гараж HP
Гараж HP (англ. HP Garage) — частный музей на месте, где была основана компания Hewlett-Packard. Расположен по адресу Аддисон-Авеню, 367 в Пало-Альто (штат Калифорния, США). Гараж считается местом рождения Кремниевой долины. В 1930-х годах Стэнфордский университет и декан его инженерного факультета Фредерик Терман начали поощрять преподавателей и выпускников оставаться в этом районе и развивать его вместо того, чтобы уезжать из Калифорнии. Основатели HP Билл Хьюлетт и Дэвид Паккард считаются первыми студентами Стэнфорда, которые последовали совету Термана.

## История
Дом по адресу Аддисон-Авеню, 367, в Пало-Алто был впервые заселён в 1905 году семьёй доктора Джона Спенсера, где он жил вместе с женой Ионой и двумя взрослыми дочерьми. В 1918 году дом был разделён на две отдельные квартиры под номерами 367 и 369.
В 1937 году Дэвид Паккард посетил Уильяма Хьюлетта в Пало-Алто. Студенты учились в Стэнфордском университете, где декан инженерного факультета Фредерик Терман призвал студентов основывать свои собственные компании в этом районе вместо того, чтобы уезжать из Калифорнии.
В 1938 году новобрачные Дэйв и Люсиль Паккард переехали на Аддисон-Авеню, 367, в трёхкомнатную квартиру на первом этаже, которую снимали за 45 долларов в месяц, а Билл Хьюлетт жил у них в небольшом сарае за домом. Овдовевшая Миссис Спенсер переехала в квартиру на втором этаже на Аддисон-Авеню, 369. Хьюлетт и Паккард начали своё дело в небольшом гараже на заднем дворе с начальным капиталом 538 долларов. В 1939 году компаньоны придумали название для компании, бросив монету для определения, чья фамилия будет идти первой, в итоге получилось Hewlett-Packard.
Первым разработанным в гараже продуктом компании стал низкочастотный генератор HP200A. Одним из первых клиентов Hewlett-Packard была Walt Disney Studios, которая приобрела 8 таких устройств для тестирования и сертификации звуковых систем в кинотеатрах, собираясь показывать первый крупный фильм со стереофоническим звуком, «Фантазия».
В 1987 году гараж внесён в список Исторических достопримечательностей Калифорнии (№ 978), а в 2007-м — внесён в Национальный реестр исторических мест США (123861699).

## Галерея
| - Дом и гараж в 2002 году - Дом и гараж после реконструкции 2005 года - Вид на гараж и табличку с улицы - Дорожка к гаражу - Гараж HP - Дмитрий Медведев в гараже в 2010 году |